# تايلولوت صاكا (آيت أحمد)
تايلولوت صاكا هو دُوَّار يقع بجماعة المرس، إقليم بولمان، جهة فاس مكناس في المملكة المغربية. ينتمي الدوّار لمشيخة آيت أحمد التي تضم 5 دواوير. يقدر عدد سكانه بـ 160 نسمة حسب الإحصاء الرسمي للسكان والسكنى لسنة 2004.

## روابط خارجية
- البوابة الوطنية للجماعات الترابية نسخة محفوظة 12 مارس 2018 على موقع واي باك مشين.
- المندوبية السامية للتخطيط